# نخل يهودا
نخل يهودا (بالإنجليزية: Judean date palm)‏ هو نخل كان موجود في منطقة يهودا، وليس من الواضح ما إن كان هناك
-في أي وقت مضى- صنف بلح يهودا، ولكن ثمره تميز بخصائص مميزة على مدى آلاف السنين، وكان نخيل يهودا يعتبر رمزاً لهذه المنطقة وخصوبتها منذ القدم.
إن زراعة النخيل في منطقة يهودا اختفت تقريباً بعد القرن الرابع عشر (CE) بسبب تغير المناخ وتدهور البنية التحتية، ولكن تم احياؤها في العصر الحديث. في عام 2005، نجح انبات بذرة محفوظة من هذا النوع من النخل وعمرها حوالي 2000 سنة.
ويعد هذا من أقدم إنبات بمساعدة الإنسان من بذرة (إن الإدعاء بانبات زهرة قطبية بلغ عمرها 32000 سنة كان من نسيج نباتي وليس من بذرة وذاك عام 2012). سميت هذه النخلة المنبتة ب(متوشلخ) (وينبغي عدم الخلط بين هذا الاسم واسم شجرة صنوبر من نوع bristlecone سميت بنفس الاسم)، وبلغت النخلة المنبتة حوالي 1.5 متر (5 أقدام) طولاً في يونيو 2008. وفي نوفمبر عام 2011، أفادت التقارير بأنها وصلت إلى 2.5 متر (8 أقدام)، وقد زرعت (متوشلخ) في أرض كيبوتس كيتورا (Kibbutz Ketura) بعد إنباتها في وعاء نباتي.